# Lars Magne Ingebrigtsen
Pour les articles homonymes, voir Ingebrigtsen.
Lars Magne Ingebrigtsen est un programmeur norvégien né le 25 juillet 1968. Il est l'auteur de Gnus, un client de messagerie pour GNU Emacs. Il est également connu pour le développement de Gmane, une passerelle du courrier électronique aux forums de discussion.
Gmane est une passerelle du courrier électronique aux forums de discussion qui permet aux utilisateur d'accéder aux listes de diffusion d'une manière analogue aux forums de discussion Usenet.
Il travaille actuellement sur Gwene, une passerelle de la syndication de contenu aux forums de discussion. Le contenu des flux RSS et Atom est récupéré avec l'URL, puis disponible en news Usenet à travers NNTP.